# Втори конгрес на Съюза на българските конституционни клубове
Вторият конгрес на Съюза на българските конституционни клубове, българска политическа партия в Османската империя, се провежда от 20 до 26 август 1909 година в Солун, главния град на Македония.
Присъстват 87 делегати от 67 клуба. Конгресът е открит от най-стария делегат, солунския банкер Даме Кондов. За председател на бюрото на конгреса е избран солунският адвокат Анастас Христов, а подпредседатели са доктор Георги Николов от Битоля и Иван Василев, директор на училищата в Емборе. Конгресът приема декларация, в която се настоява за равни права на всички народности в империята. В новоизбраното Централно бюро влизат Тома Карайовов, Владимир Руменов, Анастас Христов, учителят в Скопие Дионисий Кандиларов и Стоян Попсимеонов, учител в Сяр. В Съюзния съвет влизат Константин Станишев като представител на Солунския вилает, Георги Николов за Битолския, Петър Кушев за Скопския, Кузман Георгиев за Одринския, Стоян Тилков за Цариградския. В ревизионната комисия влизат Даме Кондов, Бано Кушев и Аце Дорев.